# Lakes of the North
Lakes of the North es un lugar designado por el censo ubicado en el condado de Antrim en el estado estadounidense de Míchigan. En el Censo de 2010 tenía una población de 925 habitantes y una densidad poblacional de 21,35 personas por km².

## Geografía
Lakes of the North se encuentra ubicado en las coordenadas 44°55′48″N 84°53′6″O / 44.93000, -84.88500. Según la Oficina del Censo de los Estados Unidos, Lakes of the North tiene una superficie total de 43.32 km², de la cual 42.95 km² corresponden a tierra firme y (0.87%) 0.38 km² es agua.

## Demografía
Según el censo de 2010, había 925 personas residiendo en Lakes of the North. La densidad de población era de 21,35 hab./km². De los 925 habitantes, Lakes of the North estaba compuesto por el 97.95% blancos, el 0.32% eran afroamericanos, el 0.54% eran amerindios, el 0.22% eran asiáticos, el 0% eran isleños del Pacífico, el 0.11% eran de otras razas y el 0.86% pertenecían a dos o más razas. Del total de la población el 1.62% eran hispanos o latinos de cualquier raza.